# Tampere Saints 2019
Questa voce raccoglie le informazioni riguardanti i Tampere Saints nelle competizioni ufficiali della stagione 2019.

## Maschile

### Vaahteraliiga 2019

#### Stagione regolare
| Seinäjoki 25 maggio 2019, ore 14:00 1ª giornata | Seinäjoki Crocodiles | 20 – 7 (7-0 0-7 6-0 7-0) referto | Tampere Saints | Seinäjoen Keskuskenttä (494 spett.)\| Arbitro: \| Sipi \| |
| Arbitro:                                        | Sipi                 |                                  |                |                                                           |

| Tampere 6 giugno 2019, ore 18:30 3ª giornata | Tampere Saints | 27 – 66 (7-26 8-14 6-26 6-0) referto | Helsinki Wolverines | Pyynikin urheilukenttä (454 spett.)\| Arbitro: \| V. Lamminsalo \| |
| Arbitro:                                     | V. Lamminsalo  |                                      |                     |                                                                    |

| Kuopio 15 giugno 2019, ore 16:30 4ª giornata | Kuopio Steelers | 34 – 0 (13-0 14-0 7-0 0-0) referto | Tampere Saints | Väinölänniemen stadion (467 spett.)\| Arbitro: \| M. Makarainen \| |
| Arbitro:                                     | M. Makarainen   |                                    |                |                                                                    |

| Vaasa 27 giugno 2019, ore 18:30 5ª giornata | Wasa Royals | 47 – 32 (13-6 14-6 6-14 14-6) referto | Tampere Saints | Kaarlen kenttä (668 spett.)\| Arbitro: \| Sipi \| |
| Arbitro:                                    | Sipi        |                                       |                |                                                   |

| Tampere 6 luglio 2019, ore 16:30 6ª giornata | Tampere Saints | 14 – 27 (6-7 0-6 8-6 0-8) referto | Porvoon Butchers | Pyynikin urheilukenttä (415 spett.)\| Arbitro: \| J. Seppelin \| |
| Arbitro:                                     | J. Seppelin    |                                   |                  |                                                                  |

| Tampere 12 luglio 2019, ore 18:30 7ª giornata | Tampere Saints | 6 – 0 (0-0 6-0 0-0 0-0) referto | Wasa Royals | Pyynikin urheilukenttä (268 spett.)\| Arbitro: \| Sipi \| |
| Arbitro:                                      | Sipi           |                                 |             |                                                           |

| Helsinki 18 luglio 2019, ore 18:30 8ª giornata | Helsinki Roosters | 58 – 14 (21-0 7-8 13-6 17-0) referto | Tampere Saints | Brahenkenttä (288 spett.)\| Arbitro: \| M. Makarainen \| |
| Arbitro:                                       | M. Makarainen     |                                      |                |                                                          |

| Tampere 27 luglio 2019, ore 16:30 9ª giornata | Tampere Saints | 47 – 61 (7-19 6-7 14-13 22-20) referto | Kuopio Steelers | Pyynikin urheilukenttä (254 spett.)\| Arbitro: \| Sipi \| |
| Arbitro:                                      | Sipi           |                                        |                 |                                                           |

| Tampere 2 agosto 2019, ore 18:30 10ª giornata | Tampere Saints | 33 – 50 (0-7 19-15 6-14 8-14) referto | Helsinki Roosters | Pyynikin urheilukenttä (283 spett.)\| Arbitro: \| J. Seppelin \| |
| Arbitro:                                      | J. Seppelin    |                                       |                   |                                                                  |

| Helsinki 9 agosto 2019, ore 18:30 11ª giornata | Helsinki Wolverines | 48 – 14 (21-0 14-7 13-0 0-7) referto | Tampere Saints | Brahenkenttä (159 spett.)\| Arbitro: \| J. Seppelin \| |
| Arbitro:                                       | J. Seppelin         |                                      |                |                                                        |

| Porvoo 16 agosto 2019, ore 18:30 12ª giornata | Porvoon Butchers | 35 – 14 (14-0 21-0 0-0 0-14) referto | Tampere Saints | Porvoon Keskuskenttä (226 spett.)\| Arbitro: \| V. Lamminsalo \| |
| Arbitro:                                      | V. Lamminsalo    |                                      |                |                                                                  |

| Tampere 31 agosto 2019, ore 16:30 14ª giornata | Tampere Saints | 28 – 21 (0-0 7-7 0-14 21-0) referto | Seinäjoki Crocodiles | Pyynikin urheilukenttä (226 spett.)\| Arbitro: \| Sipi \| |
| Arbitro:                                       | Sipi           |                                     |                      |                                                           |

### Statistiche di squadra
| Competizione      | %Vittorie | In casa | In casa | In casa | In casa | In casa | In casa | In trasferta | In trasferta | In trasferta | In trasferta | In trasferta | In trasferta | Totale | Totale | Totale | Totale | Totale | Totale |
| Competizione      | %Vittorie | G       | V       | N       | P       | Pf      | Ps      | G            | V            | N            | P            | Pf           | Ps           | G      | V      | N      | P      | Pf     | Ps     |
| ----------------- | --------- | ------- | ------- | ------- | ------- | ------- | ------- | ------------ | ------------ | ------------ | ------------ | ------------ | ------------ | ------ | ------ | ------ | ------ | ------ | ------ |
| Stagione regolare | .167      | 6       | 2       | 0       | 4       | 155     | 225     | 6            | 0            | 0            | 6            | 81           | 242          | 12     | 2      | 0      | 10     | 236    | 467    |
| Totale            | .167      | 6       | 2       | 0       | 4       | 155     | 225     | 6            | 0            | 0            | 6            | 81           | 242          | 12     | 2      | 0      | 10     | 236    | 467    |

### Statistiche personali

#### Marcatori
| Giocatore       | Ruolo | TD rush | TD recv | TD int | TD p.ret | TD k.ret | TD oth | Xp1 | Xp2 | FG | Saf | Totale |
| --------------- | ----- | ------- | ------- | ------ | -------- | -------- | ------ | --- | --- | -- | --- | ------ |
| Okpalobi        |       | 4       | 3       | 0      | 0        | 1        | 1      | 1   | 1   | 0  | 0   | 57     |
| T. Lehtonen     |       | 5       | 0       | 0      | 0        | 0        | 0      | 0   | 3   | 0  | 0   | 36     |
| Roberts         |       | 0       | 5       | 0      | 0        | 0        | 0      | 0   | 2   | 0  | 0   | 34     |
| Alakoski        |       | 0       | 2       | 1      | 0        | 0        | 0      | 11  | 0   | 0  | 0   | 29     |
| Cotton          |       | 4       | 0       | 0      | 0        | 0        | 0      | 0   | 0   | 0  | 0   | 24     |
| Broad           |       | 0       | 1       | 1      | 0        | 0        | 0      | 0   | 0   | 0  | 0   | 12     |
| White           |       | 2       | 0       | 0      | 0        | 0        | 0      | 0   | 0   | 0  | 0   | 12     |
| E. Hiltunen     |       | 0       | 1       | 0      | 0        | 0        | 0      | 0   | 0   | 0  | 0   | 6      |
| V. Jaakonsaari  |       | 1       | 0       | 0      | 0        | 0        | 0      | 0   | 0   | 0  | 0   | 6      |
| K. Leppanen     |       | 0       | 1       | 0      | 0        | 0        | 0      | 0   | 0   | 0  | 0   | 6      |
| Räty            |       | 0       | 1       | 0      | 0        | 0        | 0      | 0   | 0   | 0  | 0   | 6      |
| J. Tuhkanen     |       | 0       | 1       | 0      | 0        | 0        | 0      | 0   | 0   | 0  | 0   | 6      |
| J. Yla-Hakkinen |       | 0       | 0       | 0      | 0        | 0        | 0      | 1   | 0   | 0  | 0   | 1      |

#### Passer rating
| Giocatore     | G | Att | Comp | Int | Yds  | TD | NFL   | NCAA   |
| ------------- | - | --- | ---- | --- | ---- | -- | ----- | ------ |
| Cotton        | 6 | 137 | 66   | 6   | 1054 | 13 | 87,67 | 135,35 |
| Figaro        | 2 | 41  | 19   | 3   | 316  | 1  | 50,46 | 104,50 |
| E. Matikainen | 1 | 17  | 6    | 2   | 72   | 1  | 29,17 | 66,75  |
| Okpalobi      | 3 | 23  | 8    | 3   | 65   | 0  | 3,99  | 32,43  |
| White         | 2 | 23  | 4    | 2   | 57   | 0  | 3,35  | 20,82  |
| T. Lehtonen   | 3 | 5   | 0    | 1   | 0    | 0  |       |        |
| Williams      | 1 | 2   | 1    | 0   | 5    | 0  |       |        |

## Femminile

### Naisten Vaahteraliiga 2019

#### Stagione regolare
| Helsinki 12 maggio 2019, ore 15:00 1ª giornata | Helsinki Roosters | 20 – 25 (6-7 14-6 0-6 0-6) referto | Tampere Saints | Velodromo di Helsinki (103 spett.)\| Arbitro: \| J. Lehtinen \| |
| Arbitro:                                       | J. Lehtinen       |                                    |                |                                                                 |

| Helsinki 18 maggio 2019, ore 17:00 2ª giornata | Helsinki Wolverines | 61 – 0 (13-0 27-0 14-0 7-0) referto | Tampere Saints | Brahen kenttä (98 spett.)\| Arbitro: \| M. Makarainen \| |
| Arbitro:                                       | M. Makarainen       |                                     |                |                                                          |

| Turku 26 maggio 2019, ore 13:00 3ª giornata | Turku Trojans | 24 – 0 (16-0 0-0 0-0 8-0) referto | Tampere Saints | Yläkenttä (100 spett.)\| Arbitro: \| J. Lehtinen \| |
| Arbitro:                                    | J. Lehtinen   |                                   |                |                                                     |

| Tampere 1º giugno 2019, ore 14:30 4ª giornata | Tampere Saints | 12 – 35 (6-14 0-0 6-14 0-7) referto | Kuopio Steelers | Pyynikin urheilukenttä (193 spett.) |

| Tampere 8 giugno 2019, ore 14:30 5ª giornata | Tampere Saints | 18 – 42 (6-8 12-6 0-0 0-28) referto | Sankt Petersburg Valkyries | Pyynikin urheilukenttä (138 spett.)\| Arbitro: \| J. Mustikkamaa \| |
| Arbitro:                                     | J. Mustikkamaa |                                     |                            |                                                                     |

| Tampere 15 giugno 2019, ore 16:30 6ª giornata | Tampere Saints | 0 – 69 (0-14 0-21 0-6 0-28) referto | Helsinki Wolverines | Pyynikin urheilukenttä (117 spett.)\| Arbitro: \| K. Lahtinen \| |
| Arbitro:                                      | K. Lahtinen    |                                     |                     |                                                                  |

| Tampere 29 giugno 2019, ore 12:00 7ª giornata | Tampere Saints | 13 – 12 (0-0 7-6 0-0 6-6) referto | Turku Trojans | Pyynikin urheilukenttä (189 spett.)\| Arbitro: \| H. Toijala \| |
| Arbitro:                                      | H. Toijala     |                                   |               |                                                                 |

| Puškin 6 luglio 2019, ore 12:00 8ª giornata | Sankt Petersburg Valkyries | 38 – 20 (6-0 20-0 6-6 6-14) referto | Tampere Saints | Tsarskoe Selo Stadium |

| Kuopio 13 luglio 2019, ore 15:00 9ª giornata | Kuopio Steelers | 14 – 9 (0-7 0-0 14-0 0-2) referto | Tampere Saints | Keskuskentän tekonurmi (80 spett.)\| Arbitro: \| T. Julkunen \| |
| Arbitro:                                     | T. Julkunen     |                                   |                |                                                                 |

| 20-21 luglio 2019 10ª giornata | Tampere Saints | - – - | Helsinki Roosters |  |

### Statistiche di squadra
| Competizione      | %Vittorie | In casa | In casa | In casa | In casa | In casa | In casa | In trasferta | In trasferta | In trasferta | In trasferta | In trasferta | In trasferta | Totale | Totale | Totale | Totale | Totale | Totale |
| Competizione      | %Vittorie | G       | V       | N       | P       | Pf      | Ps      | G            | V            | N            | P            | Pf           | Ps           | G      | V      | N      | P      | Pf     | Ps     |
| ----------------- | --------- | ------- | ------- | ------- | ------- | ------- | ------- | ------------ | ------------ | ------------ | ------------ | ------------ | ------------ | ------ | ------ | ------ | ------ | ------ | ------ |
| Stagione regolare | .222      | 4       | 1       | 0       | 3       | 43      | 158     | 5            | 1            | 0            | 4            | 54           | 157          | 9      | 2      | 0      | 7      | 97     | 315    |
| Totale            | .222      | 4       | 1       | 0       | 3       | 43      | 158     | 5            | 1            | 0            | 4            | 54           | 157          | 9      | 2      | 0      | 7      | 97     | 315    |

### Statistiche personali

#### Marcatrici
| Giocatore   | Ruolo | TD rush | TD recv | TD int | TD p.ret | TD k.ret | TD oth | Xp1 | Xp2 | FG | Saf | Totale |
| ----------- | ----- | ------- | ------- | ------ | -------- | -------- | ------ | --- | --- | -- | --- | ------ |
| Majuri      |       | 4       | 0       | 0      | 0        | 0        | 0      | 0   | 0   | 0  | 0   | 24     |
| Mikkonen    |       | 0       | 4       | 0      | 0        | 0        | 0      | 0   | 0   | 0  | 0   | 24     |
| Hartikainen |       | 3       | 0       | 0      | 0        | 0        | 0      | 0   | 1   | 0  | 0   | 20     |
| Kiuru       |       | 3       | 0       | 0      | 0        | 0        | 0      | 0   | 0   | 0  | 0   | 18     |
| Pyymäki     |       | 1       | 0       | 0      | 0        | 0        | 0      | 0   | 0   | 0  | 0   | 6      |
| K. Kakko    |       | 0       | 0       | 0      | 0        | 0        | 0      | 3   | 0   | 0  | 0   | 3      |
| Team        |       | 0       | 0       | 0      | 0        | 0        | 0      | 0   | 0   | 0  | 1   | 2      |

#### Passer rating
| Giocatore   | G | Att | Comp | Int | Yds | TD | NFL   | NCAA  |
| ----------- | - | --- | ---- | --- | --- | -- | ----- | ----- |
| Hartikainen | 8 | 167 | 57   | 11  | 596 | 4  | 25,94 | 58,84 |
| E. Carlsson | 1 | 5   | 1    | 0   | -1  | 0  |       |       |